# Le Feu du ciel
Le Feu du ciel est la quarante-troisième histoire de la série Les Aventures de Buck Danny de Jean-Michel Charlier et Francis Bergèse. Elle est publiée pour la première fois en album en janvier 1986.

## Résumé
Dans les précédents épisodes, une organisation terroriste a réussi à abattre un bombardier B-52 et à s’emparer de trois des bombes nucléaires qu'il emportait. Par ailleurs, deux chasseurs « Tomcats » de l'US Navy étaient subtilisés lors d’une fête aérienne. Le but ?… lancer les bombes H sur l’îlot Mujeres (proche de Cancún – Mexique) où va se tenir un sommet des chefs d’États, parmi les plus puissants du monde. Qu'elles aient été menées officiellement par la Navy, ou à titre privé par Buck Danny et Sonny Tuckson les investigations des îlots isolés dans les Caraïbes restent vaines. Abattus par un des Tomcats volés, portés disparus, ils se retrouvent, à la fin de l'épisode Les pilotes de l'enfer, désemparés sur un îlot perdu des Bahamas.
La nuit venue, au moyen d'un feu, ils parviennent à attirer l'attention d'un navire qu'ils identifient comme militaire, un patrouilleur. Pour leur malchance, il s'agit d'une unité de la marine cubaine qui les récupère mais les retient comme prisonniers à bord. La chance et leur habileté va cependant les aider et leur permettre de prendre momentanément le contrôle du bâtiment. Un appel radio ayant pu être lancé, un hélicoptère Sea King de la marine est dépêché de Guantanamo, récupère nos amis qui parviennent à mettre leurs instances supérieures au courant de la terrible menace qui pèse sur Cancún. Averti, le président Reagan décide de poursuivre le sommet, mais en retardant d'une heure les retransmissions radio et télé prévues ; ce qui donnera le temps d’évacuer les chefs d’États participant à la Conférence. Toutefois, la tête pensante du complot, Lady X parvient à décrypter les communications phoniques échangées sur des fréquences non veillées initialement. Une fois armés, les Tomcats pirates vont prendre la direction de Cancún avec une tactique différente pour chaque avion. 
Buck dresse un barrage aérien entre cuba et le Yucatan mais l'un des tomcat ennemi se cache sous un avion de ligne pour déjouer le piège et l'autre vole en rase-motte au-dessus de l'île de Cuba.
L’évacuation réussira-t-elle ?… Buck et ses amis parviendront-ils à empêcher le « feu du ciel » de se répandre sur Cancún ?… et de quelle façon ?…